# Massacres das Ligas Bodo
Os Massacres das Ligas Bodo (Hangul: 보도 연맹 사건; Hanja: 保导联盟事件) foram uma sequência de massacres e crimes de guerra contra os suspeitos de serem comunistas e simpatizantes de esquerda que ocorreram no verão de 1950, durante a Guerra da Coreia. Tais suspeitos eram alistados à força nas "Ligas Bodo" – campos de "reeducação" ideológica mantidos pelo regime sul-coreano.
As estimativas do número de mortos variam. Segundo Kim Dong-Choon, Alto-Comissário da Comissão da Verdade e Reconciliação, entre 60 mil e 110 mil pessoas foram executadas por suspeita de apoiar o comunismo; segundo Park Myung-lim teriam sido 200 mil mortos. O massacre foi atribuído aos comunistas por décadas.  .

## As Ligas Bodo
Em junho de 1949, o governo sul-coreano acusou antigos ativistas pró-independência de serem ligados a grupos comunistas, e posteriormente os prendeu nos campos de concentração das Ligas Bodo.
Simpatizantes não-comunistas ou adversários políticos de Rhee também foram forçados a entrar para as Ligas Bodo para preencher as quotas de alistamento.
Em 1950, pouco antes da eclosão da Guerra da Coréia, o primeiro presidente da Coreia do Sul, Syngman Rhee, mantinha cerca de 30 mil supostos comunistas presos. Também mantinha cerca de 300 mil simpatizantes, suspeitos ou adversários políticos matriculados em um movimento oficial de "reeducação" conhecido como "Ligas Bodo" (também chamadas de Liga Nacional de Reabilitação e Orientação, Aliança Nacional de Orientação e Bodo Yeonmaeng), sob o pretexto de evitar ter que executá-los.

## Execuções

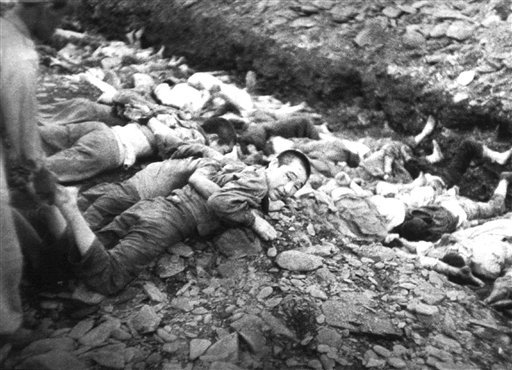
Presos deitados no chão antes da execução por tropas sul-coreanas perto de Daejeon, Coréia do Sul, julho de 1950.

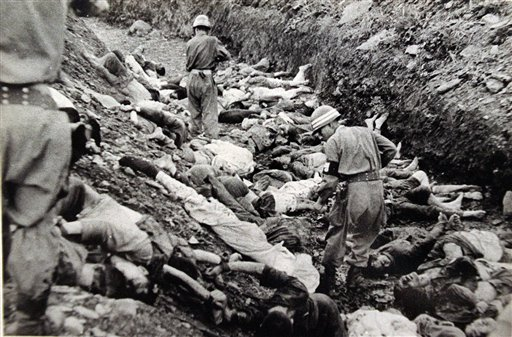
Soldados sul-coreanos caminhando entre os corpos de presos políticos sul-coreanos mortos perto de Daejeon, Coréia do Sul, julho de 1950.

Os exércitos comunistas de Kim Il-sung partiram do Norte em junho de 1950, iniciando a Guerra da Coreia. De acordo com o oficial militar superior Kim Mansik, em 27 de junho o presidente Syngman Rhee ordenou a execução de pessoas ligadas tanto às Ligas Bodo quanto ao Partido dos Trabalhadores Sul-Coreano. O primeiro massacre foi iniciado em Hoengseong, Gangwon-do em 28 de junho. As forças sul-coreanas em retirada e grupos anticomunistas executavam os prisioneiros que alegadamente eram comunistas juntamente com os membros das Ligas Bodo. As execuções eram feitas sem qualquer julgamento.
Documentos oficiais dos Estados Unidos relatam testemunhos de oficiais estadunidenses que presenciaram e fotografaram o massacre. Em alguns casos, oficiais estadunidenses sancionaram o assassinato de presos políticos para que "não caíssem em mãos inimigas". Por outro lado, um documento oficial dos Estados Unidos mostrou que John Muccio, então embaixador dos Estados Unidos na Coreia do Sul, fez recomendações ao presidente sul-coreano Syngman Rhee e ao ministro da Defesa Shin Sung-mo, de que as execuções deviam ser interrompidas. Os testemunhos de oficiais estadunidenses também informavam que crianças entre 10 e 15 anos de idade também eram executadas (principalmente meninas). O massacre foi relatado a Washington pelo general Douglas MacArthur, no entanto não houve nota oficial da Casa Branca a respeito.
Houve também testemunhos de oficiais britânicos e australianos. A Grã-Bretanha levantou a questão em nível diplomático com os Estados Unidos, pressionando Dean Rusk, secretário-assistente de estado para assuntos do Extremo Oriente, para dar explicações ao comando das tropas britânicas sobre a conivência dos comandantes norte-americanos para com os massacres, pedindo para que fizessem "tudo o que podiam para coibir tais atrocidades".
Posteriormente o almirante sul-coreano aposentado Nam Sang-Hui confessou que ter autorizado o lançamento de 200 corpos de vítimas ao mar, como forma de esconder eventuais provas.

## Pós-ofensiva
Mesmo após a ofensiva da ONU, em que a Coreia do Sul recuperou seus territórios ocupados, várias pessoas foram executadas pela polícia e pelas milícias anticomunistas por suspeita de serem simpatizantes do regime norte-coreano. Em dezembro de 1950 tropas britânicas salvaram civis alinhados à esquerda que seriam mortos por oficiais sul-coreanos na Caverna de Goyang-Geumjeong, nas proximidades de Seul. As tropas britânicas descobriram que o local era utilizado para execução de supostos simpatizantes comunistas.

## Comissão da Verdade e Reconciliação
Em 2008 foram descobertos nas proximidades de Daejeon, Coreia do Sul, vários sítios onde havia trincheiras contendo crianças executadas. A Comissão da Verdade e Reconciliação documentou testemunhos daqueles que ainda estavam vivos e que participaram das execuções, incluindo o ex-guarda da prisão de Daejeon, Lee Joon-young. Vários relatórios também foram descobertos, e nestes o general Douglas MacArthur declarou que as execuções eram "um assunto interno sul-coreano".
Além de fotografias dos locais de trincheiras de execução, o Arquivo Nacional em Washington divulgou fotos de soldados estadunidenses em locais de execução, incluindo Daejeon, confirmando conhecimento militar estadunidense sobre o fato.

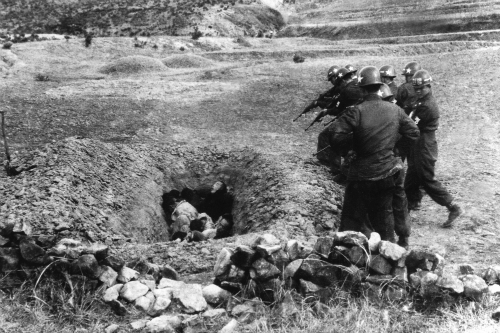
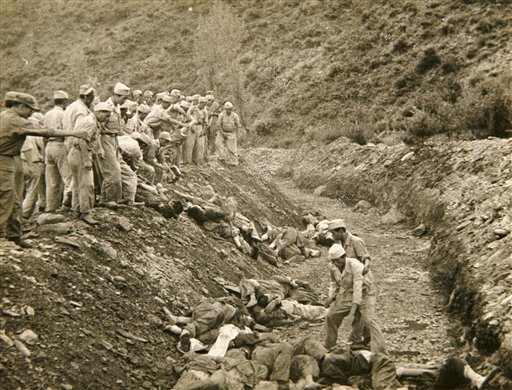
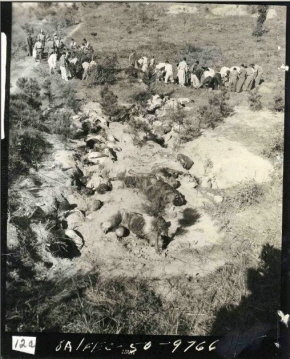